# Малаховский, Валентин Александрович
Валенти́н Алекса́ндрович Малаховский (14 марта 1894, Харьков — 26 марта 1971, Рига) — участник Первой мировой войны, участник Гражданской войны на стороне РСФСР, командир полка, кавалерийской бригады, начальник дивизии. Кадровый офицер РККА, участник Великой Отечественной войны, генерал-майор (1944).

## Первая мировая война
С началом Первой мировой войны Валентин Малаховский был призван во флот, затем был переведён в пехоту (1915). Служил в 6-м Финляндском стрелковом полку, за отличия в боях против неприятеля был награждён Георгиевским солдатским крестом 4 степени. Член революционного комитета 7-й армии Юго-Западного фронта, унтер-офицер.

## Гражданская война
После Октябрьской революции Малаховский в рядах большевиков, член ВКП(б) с 1918 года, председатель временного революционного Богучарского комитета. Начальник Богучарского боевого участка, принимал активное участие в создании красногвардейских отрядов, свёл эти отряды в регулярный 103-й Богучарский полк, в дальнейшем  командир Богучарского полка. В составе  1-й экспедиционной дивизии принимал участие в подавлении Вёшенского восстания. Весной 1919 года Богучарский полк вошёл в состав  40-й стрелковой дивизии, 8-й армии Южного фронта РСФСР. Малаховский — командир 353-го Богучарского полка, затем командир бригады 40-й стрелковой дивизии.
  В 1920 году Малаховский, приказом РВСР № 598 был награждён высшей наградой РСФСР  — Орденом Красного знамени за номером 23, именными золотыми часами ВЦИК. После разгрома войск Деникина, участвовал в операциях по уничтожению разрозненных групп неприятеля на Кавказском фронте, затем вновь на Южном фронте, против  Врангеля. За всю гражданскую войну Малаховский был 20 раз ранен и один раз контужен. После окончания боевых действий — командир 21-й кавалерийской дивизии.

## Великая Отечественная война
Во время Великой Отечественной войны полковник Малаховский занимал должность Начальника отдела укомплектования и устройства войск штаба 7-й Отдельной армии. Был награждён орденом Красной Звезды. В 1944 году  занимал должность Военного Комиссара Латвийской ССР, генерал-майор (11.02.1944), награждён орденом Отечественной войны 1 степени. После окончания войны проживал в Риге до дня своей смерти, похоронен на Рижском гарнизонном кладбище.

## Память

Могила героя. 2013 год

Почётный гражданин города Богучара (1967), в его честь была названа одна из улиц города. Мемориальная доска с фамилией Малаховского была установлена также на здании РДК «Юбилейный». В городе Воронеж и в селе Залиман,  также  имеются улицы имени Малаховского.

## Труды
В 1935 году работа Малаховского «От Богучара до Кавказских гор» была включена в сборник  «Богучарцы. К истории 40-й Богучарской дивизии»